# Total War: Attila
Total War: Attila is een strategiespel ontwikkeld door Creative Assembly en gepubliceerd door Sega, uitgebracht op 17 februari 2015 voor Microsoft Windows en OS X. Het is het negende spel in de Total War-serie.
Het spel speelt zich af in het jaar 395 tijdens de overgang van de oude tijd naar de middeleeuwen en tevens de val van het West-Romeinse Rijk.

## Gameplay

### Campaign
De kaart van de campagne van Total War: Attila strekt zich uit van Bactrië tot aan Lusitania en Caledonië naar Garamantia in de Sahara. Provincies zijn groeperingen van drie regio's en elk gebied binnen een provincie kan afzonderlijk veroverd worden. Het aantal steden en regio's verschilt van Total War: Rome II, maar de grootte van de kaart is vergelijkbaar. De kaart van Total War: Attila strekt zich verder uit tot aan het hedendaagse Rusland in plaats van de oostelijke provincies van de Hindoekoesj zoals in Total War: Rome II. De grootste nederzetting in een provincie wordt aangewezen als de hoofdstad van de provincie. Deze provincie-hoofdsteden hebben meer plekken voor gebouwen ("slots") dan de andere nederzettingen en zijn ook ommuurd aan het begin van het spel. In een nieuwere versie kunnen  uiteindelijk de kleine nederzettingen kunnen geüpgraded zodat ze ook muren kunnen hebben.

### Facties
Het spel beslaat in totaal 56 facties, waarvan er in totaal 16 gespeeld kunnen worden. De vijf facties onder de categorie Horden hebben niet meteen een vaste nederzetting, alle andere wel. Tien facties kunnen worden toegevoegd door DLC te kopen.

## Uitbreidingen

### Downloadbare inhoud
Verschillende uitbreidingen en toevoegingen zijn uitgegeven voor het spel. Waaronder nieuwe facties, eenheden en nieuwe campagnes.
De eerste uitbreiding tegelijk met het spel zelf vrijgegeven, genaamd Viking Forefathers. De uitbreiding voegt drie nieuwe speelbare facties toe: de Denen, Juten en Gauten.
De tweede, genaamd Longbeards, werd uitgebracht op 4 maart 2015 en voegde opnieuw drie extra facties toe: de Longobarden, de Alemannen en de Bourgondiërs, evenals een nieuw kreten genaamd de "aanleg van Ybor", wanneer je deze is voltooid, verkrijgt de speler de titel "Generaal Ybor".
Een derde uitbreiding kwam uit op 25 maart en bevat drie nieuwe speelbare Keltische facties: de Picten, Ebdani en Caledones.
Verder kwam ook de "Blood and Burning Pack" uit, die extra bloed- en brandeffecten aan het spel toevoegt. Een soortgelijke DLC zat al eerder bij vorige games.

## Ontvangst
Total War: Attila werd door critici goed ontvangen, met een score van 77,90% en 81/100 op GameRankings en Metacritic. Door het publiek werd het ook goed ontvangen.
PC Gamer prees de game om zijn vertegenwoordiging van geschiedenis, aangename multiplayer, prachtige muziek, animatie en geluid-effect, het verbeterde legerbeheer, evenals de thema's, die hij verklaarde "Weerspiegelen het tijdperk nauwkeurig" en het nieuwe familiesysteem, waardoor nieuwe complexiteit in het spel ontstaat.